# 4220-as busz
A 4220-as jelzésű autóbusz regionális autóbuszjárat Nyíregyháza és Kállósemjén között, melyet a Volánbusz Zrt. lát el.

## Közlekedése
A járat Szabolcs-Szatmár-Bereg vármegye székhelyét, Nyíregyházát köti össze tulajdonképpeni elővárosaival, Nagykállóval és Kállósemjénnel, áthaladva a városon. Az autóbusz-állomásról indul (ami nem messze van a vasútállomástól), Nagykállón áthalad (egyes indításai csak idáig mennek), végállomása Kállósemjénben, a vasútállomás bejárati útnál, a postánál vagy Péterhalomnál van, utóbbi esetben feltárja a település tanyasias részeit is. A Nyíregyháza–Vásárosnamény-vasútvonalat szintbeli keresztezésben metszi, az M3-as autópályát pedig felüljárón. Napi fordulószáma különösen Nagykállóig magasnak mondható. A járat több megállót érint, mint az ugyanezen az útvonalon, de távolabbi célpontig közlekedő buszok.
A települések között vasúti kapcsolat is van (mindhárom a Nyíregyháza–Mátészalka–Zajta-vasútvonal mentén fekszik), de mindössze 4 pár vonat közlekedik naponta.

## Megállóhelyei
| 0  | Nyíregyháza, autóbusz-állomás végállomás | 26 | 1, 1A, 2, 2Y, 3, 4, 4Y, 6, 16, 24, 40, H31, H31X, H31Y, H33, H35, H40, H40L 1059, 1341, 1369, 1370, 1424, 1426, 1427, 1446, 1449, 3881, 3887, 4200, 4201, 4202, 4203, 4205, 4206, 4207, 4208, 4209, 4210, 4211, 4212, 4213, 4214, 4215, 4216, 4217, 4218, 4219, 4221, 4222, 4224, 4225, 4231, 4232, 4233, 4234, 4235, 4236, 4237, 4238, 4239, 4240, 4243, 4253, 4303, 4304 |
| 1  | Nyíregyháza, Rákóczi utca 50.            | ∫  | 2, 2Y, 4, 4Y, 12, 14, 14F, 17, 17T, 19, 23, 23G, 40, H32, H40 4215, 4219, 4222, 4225, 4238 |
| ∫  | Nyíregyháza, Mező utca                   | 25 | 2, 2Y, 4, 4Y, 12, 14, 14F, 17, 17T, 19, 23, 23G, 40, H32, H40 4215, 4219, 4222, 4225, 4238 |
| 2  | Nyíregyháza, Vay Ádám körút              | 24 | 2, 2Y, 4, 4Y, 13, 14, 14F, 17, 17T, 23, 23G, H32, H33 3887, 4205, 4206, 4207, 4208, 4215, 4219, 4222, 4225, 4233, 4234, 4236, 4238, 4253 |
| 3  | Nyíregyháza, Bujtos utca                 | 23 | 2, 2Y, 4, 4Y, 5, 5A, 7, 11, 13, 15, 18, 18A, 23, 23G, H32 4215, 4219, 4222, 4225, 4238 |
| 4  | Nyíregyháza, kórház                      | 22 | 2, 2Y, 5, 5A, 23, 23G, H32 4216, 4217, 4218, 4219, 4221, 4222, 4224, 4225, 4232, 4237, 4238 |
| 5  | Nyíregyháza, Lujza utca                  | 21 | 2, 2Y, H32 4219, 4221, 4222, 4225, 4238 |
| 6  | Nyíregyháza, Borbánya ABC                | 20 | 2, 2Y, H32 4219, 4221, 4222, 4225, 4238 |
| 7  | Nyíregyháza, Lakatos utca                | 19 | 2, H32 4219, 4225, 4232 |
| 8  | Nyíregyháza, nyírjesi elágazás           | 18 | H32 4219, 4225 |
| 9  | Nyíregyháza, Nagyszállás bejárati út     | 17 | H32 4218, 4219, 4221, 4222, 4225, 4238 |
| 10 | Nyíregyháza, Majoranna utca              | 16 | 4219, 4225 |
| 11 | Nagykálló, Ipari park                    | 15 | 4219, 4225 |
| 12 | Nagykálló, szőlők                        | 14 | 4219, 4225 |
| 13 | Nagykálló, Korányi utca 80.              | 13 | 4219, 4221, 4222, 4225, 4238 |
| 14 | Nagykálló, Korányi Frigyes Gimnázium     | 12 | 4216, 4217, 4218, 4219, 4221, 4222, 4224, 4225, 4228, 4232, 4238 |
| 15 | Nagykálló, autóbusz-állomás              | 11 | 4216, 4217, 4218, 4219, 4221, 4222, 4223, 4224, 4225, 4226, 4228, 4232 |
| 16 | Nagykálló, fürdő bejárati út             | 10 | 4219 |
| 17 | Nagykálló, iskola                        | 9  | 4218, 4219, 4221 |
| 18 | Nagykálló, Inségdomb                     | 8  | 4218, 4219, 4221 |
| 19 | Nagykálló, Tsz. major                    | 7  | 4219 |
| 20 | Kállósemjén, autóbusz-váróterem          | 6  | 4217, 4218, 4219, 4221, 4224 |
| 21 | Kállósemjén, posta                       | 5  | 4216, 4217, 4218, 4219, 4221, 4224 |
| 22 | Kállósemjén, vasútállomás bejárati út    | 4  | 4218, 4219, 4221 |
| 23 | Kállósemjén, vasútállomás                | 3  | 4219 Kállósemjén |
| 24 | Kállósemjén, Széchenyi utca 34.          | 2  | 4219 |
| 25 | Kállósemjén, kereszt                     | 1  | 4219 |
| 26 | Kállósemjén, Péterhalom végállomás       | 0  | 4219 |